# Joseph Bramah

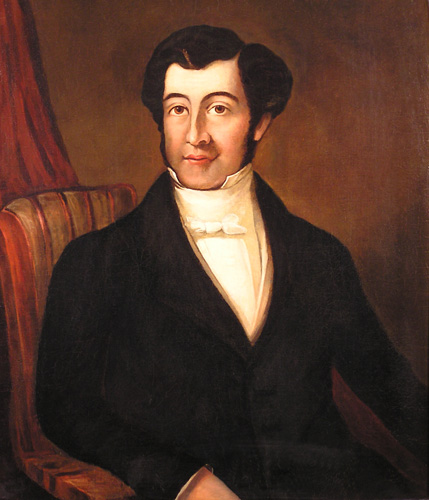
Joseph Braham

Joseph Bramah, född 13 april 1748, död 9 december 1814, var en engelsk mekaniker och uppfinnare. 
Bramah uppfann 1778 vattenklosetten och 1796 den hydrauliska pressen, vilken därför efter honom även kallas "Bramahs press". Han står även som uppfinnare till ett kombinationslås, det så kallade Bramah-låset 1784, vilket erbjöd säkerhet såväl mot dyrkning som mot våld. Ingen kunde dyrka upp det på 60 år.